# Robert Young (atleta)
Robert Clark Young, também conhecido como Bob Young (Bakersfield, 15 de janeiro de 1916 - Bakersfield, 3 de fevereiro de 2011), foi um atleta norte-americano que competiu nos 400 metros rasos, entre outras modalidades do atletismo.
Fez parte da equipe nos Estados Unidos nos Jogos Olímpicos de 1936, realizados em Berlim, na Alemanha Nazi e conquistou uma medalha de prata no revezamento 4 x 400 metros rasos, fazendo parte do time que contou com Harold Cagle, Edward O'Brien e Alfred Fitch. Young era o membro mais jovem da equipe.